# Oči moje matere
Oči moje matere (izviren angleški naslov: The Eyes of My Mother) je ameriška črnobela grozljivka iz leta 2016, delo režiserja in scenarista Nicolasa Pesceja, ki je tako posnel svoj prvenec.
Film je bil premierno predvajan na filmskem festivalu Sundance 2016, v ZDA pa je bil izdan 2. decembra 2016.

## Vsebina
Francisca in njena mati živita na kmetiji, kjer redita krave in ostale živali. Franciscina mati je kirurginja, zato uči svojo hčer kako odstranjevati oči na živalih iz kmetije in jo uči o legendi Frančiška Asiškega. Nekega dne se pojavi možakar z imenom Charlie, ki prosi za uporabo stranišča. Kljub temu da ji je sumljiv ga Franciscina mati spusti v hišo in Charlie jo ubije. Charlia pri umoru zaloti Franciscin oče, ki ga poškoduje. Francisca in njen oče, ki ne kaže nobenega čustvenega odziva na smrt svoje žene, pokopljeta Franciscino mamo za hišo, Charlia pa vkleneta v skedenj. Charlie pojasni kako razburljivo je zanj ubijanje ljudi in Francisca mu odstrani oči ter glasilke. Razloži mu, da ga ne bo ubila, ker je njen prijatelj in bo pazila nanj. Čez čas ga muči s kirurškimi pripomočki svoje mame, da tako izboljša svoje kirurške sposobnosti.
Čez nekaj let, ko Francisca odraste njen oče umre, ona pa ohrani njegovo truplo. V baru spozna japonsko študentko Kimiko. Skupaj se odpravita k Francisci domov, vendar Kimiko prestraši Franciscin podroben opis mamine smrti in priznanje, da je ubila svojega očeta. Kimiko skuša pobegniti, vendar jo Francisca ubije, razkosa, njene organe pa da v zamrzovalnik.
Potem okopa Charlia, ki je bil še vedno vklenjen v skednju. Ko skuša pobegniti, ga Francisca zabode in mu pove da je imel prav o umorih preden ga ubije.
Francisca prosi za prevoz žensko z imenom Lucy, da bi jo odpeljala domov. Lucy ima dojenčka, katerega Francisca ugrabi ko prispeta na cilj. Francisca zabode Lucy in dojenčka vzame za svojega ter ga poimenuje Antonio. Tako kot Charliu, Francisca odstrani Lucy njene oči in glasilke.
Antonio zraste do šolskih let in šokiran opazi Lucy v skednju, v katerega nebi smel nikoli vstopiti. Antonio kasneje odklene skedenj in Lucy pobegne. Voznik tovornjaka najde Lucy in pokliče policijo. Francisca izkoplje mamin grob in začne objemati njeno okostje ter ji govoriti kako zelo jo pogreša. Ko se vrne k hiši, Francisca zagleda policijska vozila, ki se bližajo njenemu domu. Zato zbudi Antonia in se z nožem v roki skupaj skrijeta v kopalnico. Kasneje je slišati strele in Francisco domnevno ubije policija.

## Igralci
- Kika Magalhães kot Francisca
- Olivia Bond kot mlada Francisca
- Diana Agostini kot mati
- Paul Nazak kot oče
- Will Brill kot Charlie
- Joey Curtis-Green kot Antonio
- Clara Wong kot Kimiko
- Flora Diaz kot Lucy